# غافين ماكنزي
غافين ماكنزي (بالإنجليزية: Gavin MacKenzie)‏ هو محامي بريطاني، ولد في 9 نوفمبر 1952.